# James Outram (General)

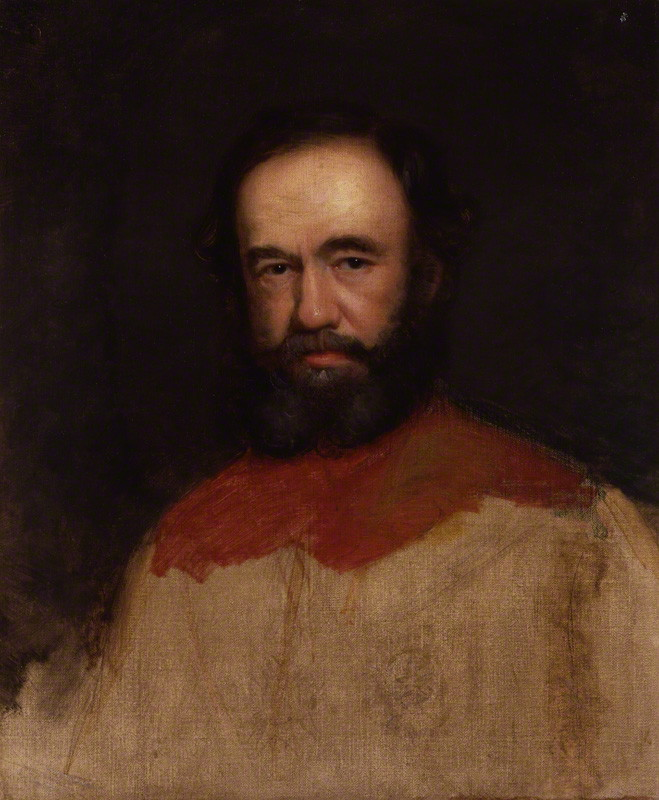
James Outram

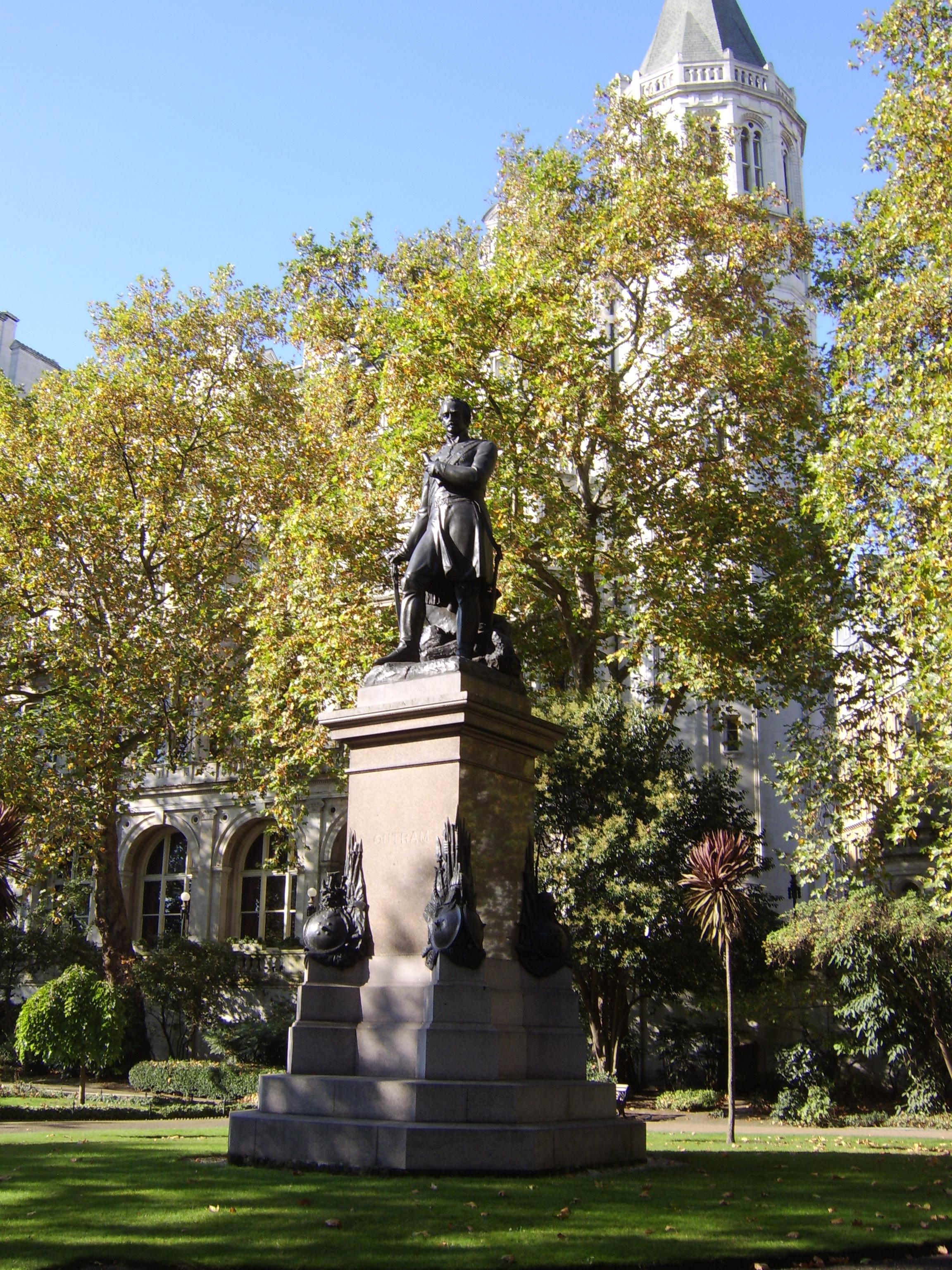
Statue von James Outram in Whitehall Gardens, London

Sir James Outram, 1. Baronet GCB KSI (* 29. Januar 1803 in Butterley Hall bei Ripley, Derbyshire; † 11. März 1863 in Pau) war ein britischer General und Sohn von Benjamin Outram.
Outram trat 1819 als Kadett in die Armee der britischen Ostindien-Kompanie ein und nahm zwischen 1838 und 1840 am Ersten Anglo-Afghanischen Krieg teil. Er wurde britischer Agent in Sindh und kam 1847 an den Hof des Gaekwar von Baroda. Die Offenheit seines Auftretens gegenüber verschiedenen Maßregeln der ostindischen Regierung veranlasste seine Entfernung aus Baroda.
Er ging daraufhin nach England, kehrte aber später nach Indien zurück, wo er 1854 Resident von Lakhnau wurde. 1856 beendete er die Annexion von Awadh, wurde 1857 zum Lieutenant-General befördert und zum Oberbefehlshaber des britischen Heeres im Krieg gegen Persien ernannt. Outram siegte bei Khushab am 8. Februar 1857, er eroberte am 26. März Mohamera, woraufhin Persien um Frieden bat. Er spielte eine wesentliche Rolle bei der Niederschlagung des Indischen Aufstands von 1857. An der Rückeroberung von Kanpur war er nicht beteiligt. Er traf dort jedoch im September 1857 ein und brachte wesentliche Verstärkung mit. Am 18. September brach er von dort aus, um die belagerte Garnisonstadt Lakhnau zu befreien. Das Oberkommando überließ er in galanter Geste Sir Henry Havelock, der Kanpur befreit und beim ersten Versuch, Lakhnau zu befreien, mehrere entscheidende Siege errungen hatte. Die britischen Truppen erlitten beim Vormarsch auf Lakhnau so schwere Verluste, dass sie die belagerte Garnison nicht evakuieren konnten. Stattdessen verteidigten sie gemeinsam mit den seit Juni dort eingeschlossenen Personen die Garnison, bis Mitte November Truppen unter Führung von Sir Colin Campbell die Stadt befreien konnte. James Outram wurde anschließend Mitglied der obersten Regierungsbehörde in Kolkata (Calcutta), nachdem der Government of India Act 1858 die Herrschaft der Britischen Ostindien-Kompanie über den indischen Subkontinent beendete und Britisch-Indien zur Kronkolonie wurde. Er kehrte jedoch 1860 nach England zurück.
Für seine Verdienste wurde er am 5. Februar 1856 zum Knight Commander des Order of the Bath (zivile Abteilung) und am 30. Juli 1857 zum Knight Grand Cross des Order of the Bath (militärische Abteilung) geschlagen, am 10. November 1858 zum erblichen Baronet, of Bengal in India, erhoben, und er gehörte am 25. Juni 1861 als Knight Companion zu den Gründungsmitgliedern des Order of the Star of India.
Aus seiner 1835 geschlossenen Ehe mit Margaret Clementina Anderson († 1911) hatte er einen Sohn und Erben, Sir Francis Boyd Outram, 2. Baronet (1836–1912).

## Veröffentlichungen
- Notes of the campaign in Scinde and Afghanistan. London 1840.
- The conquest of Scinde. London 1846.